# Drastic Killer
『drastic Killer』（ドラスティック キラー）は、バンダイナムコゲームスより2008年7月31日に発売されたPlayStation 2用ゲーム。

## 登場人物

### 橘家
橘透子/トーコ ※名前変更可能
このゲームの主人公。
橘海斗
声：小野大輔
主人公の兄。
橘瑞穂
声：久川綾
橘兄妹の母。
橘博史
声：目黒光祐
橘兄妹の父。大学教授でもある。

### 桜井家/ヴァイデルニウス家およびその関係者
桜井緋/カルラ＝ヴァイデルニウス
声：鈴木賢
桜井家長男。
桜井湊/ラファエラ＝ヴァイデルニウス
声：三宅淳一
桜井家二男。
桜井陸/アーシュ＝ヴァイデルニウス
声：岡本寛志
桜井家三男。
桜井凪/エアル＝ヴァイデルニウス
声：河本啓佑
桜井家四男。桜井陸の弟。
ミゼラ・サリューン
声：進藤尚美
かつてイノラード南区を治めていたサリューン家長男で、今はイノラード南区を統治しているラファエラの補佐をしている。
タンザナイト
声：石井康嗣
四兄弟の父親にして、異世界・イノラードの王。
ウィラニー
声：沢海陽子
四兄弟の母で、特にカルラを溺愛している。
セイン＝ドルアージュ
声：神谷浩史
王族の一つであるドルアージュ家の一人。
皐月蓮/グリュード＝ドルアージュ
声：諏訪部順一
桜井/ヴァイデルニウス四兄弟のお目付役で、主人公をイノラードへ導いた。

### その他
ハーデフ
声：成田剣
かつてイノラードを脅かした存在で、封印されていた。
麻野ありさ/ネルヴェル
声：須藤祐実

## 主題歌
- オープニングテーマ：Boy's Beat『赤と黒〜Corkscrew』
- エンディングテーマ:Boy's Beat『二人のクロスロード』

## 漫画版
comic B's-LOGにて2008年2月号から2009年3月号まで連載された。作画は星咲こま。
- drastic killer 第1巻（2008年8月1日発売、ISBN 978-4757743847）
- drastic killer 第2巻（2009年4月1日発売、ISBN 978-4757748149）

## Web番組
Gyaoにて『Boy’sBeatの俺たちドラスティックキラー☆』がBoy's Beatをメインパーソナリティに2008年7月10日より全12回放送された。

## キャラクターCD
- drastic killer Character CD -innocent-（2009年4月22日発売）
  - キャラクター：桜井湊役(三宅淳一)、桜井陸役(岡本寛志)
- drastic killer Character CD -passion-（2009年5月20日発売）
  - キャラクター：桜井緋役(鈴木賢)、桜井凪役(河本啓佑)、イヴァ役(根本幸多)